# Ryuzo Hiraki
Ryuzo Hiraki (Sakai, 7 d'octubre de 1931 - Toyota, 2 de gener de 2009) fou un futbolista japonès que disputà trenta partits amb la selecció japonesa.
Després de graduar-se a la Universitat Kwansei Gakuin es va incorporar al Yuasa Batteries el 1957. El 1958 fitxà pel Furukawa Electric, amb qui va guanyar la Copa de l'Emperador de 1960, 1961 i 1964. Es va retirar el 1966.
Amb la selecció japonesa va prendre part en els Jocs Olímpics d'Estiu de 1956 de Melbourne. El 1964 va ser seleccionat com a capità per als Jocs Olímpics d'Estiu de Tòquio, però una lesió l'impedí jugar. Va jugar 30 partits i va marcar 1 gol amb el Japó.
Una vegada retirat va exercir d'entrenador, entre d'altres del Furukawa Electric i de la selecció japonesa. El 2005 va ser inclòs al Saló de la Fama del Futbol Japonès.